# Turoio
El turoio (també anomenat surayt o neoarameu) és una llengua central neo-aramea tradicionalment parlada al sud-est de Turquia i el nord-est de Síria pels assiris. Segons la New Catholic Encyclopedia és un dialecte modern neo-sirià. Actualment s'empra majoritàriament en el registre oral i es troba en decreixement. Procedeix de l'arameu oriental.
Fonèticament presenta abundància de fricatives i oclusives i neutralització vocàlica en les síl·labes tancades. A diferència d'altres llengües properes, compta amb demostratius i articles definits.